# X Scorpii
X Scorpii är en pulserande variabel av Mira Ceti-typ i stjärnbilden Skorpionen.
Stjärnan varierar mellan visuell magnitud +10,2 och 15,0 med en period av 199,86 dygn.